# La Revanche de Sherlock Holmes
Pour plus de détails, voir Fiche technique et Distribution.
La Revanche de Sherlock Holmes (Sherlock Holmes and the Case of the Silk Stocking) est un téléfilm britannique réalisé par Simon Cellan Jones, diffusé en 2004. Il s'agit d'une histoire originale écrite par Allan Cubitt d'après les personnages de Sherlock Holmes créés par Sir Arthur Conan Doyle.

## Synopsis
Sherlock Holmes est poussé par le docteur Watson à enquêter sur la mort d'une jeune fille repêchée sur les rives de la Tamise. L'enquête débouche sur une affaire de meurtres en série où les jeunes victimes sont retrouvées avec un bas de soie enfoncé dans la gorge.

## Fiche technique
Sauf indication contraire, les informations mentionnées dans cette section peuvent être confirmées par la base de données cinématographiques IMDb,  présente dans la section « Liens externes ».
- Titre original : Sherlock Holmes and the Case of the Silk Stocking
- Titre français : La Revanche de Sherlock Holmes
- Réalisation : Simon Cellan Jones
- Scénario : Allan Cubitt, d'après les personnages de Sherlock Holmes créés par Arthur Conan Doyle
- Musique : Adrian Johnston
- Direction artistique : Fleur Whitlock
- Décors : David Roger
- Costumes : Andrea Galer
- Photographie : David Katznelson
- Montage : Paul Garrick
- Production : Elinor Day

Production déléguée : Greg Brenman, Rebecca Eaton et Gareth Neame
- Sociétés de production : Tiger Aspect Productions ; British Broadcasting Corporation (BBC) et WGBH
- Société de distribution : BBC
- Pays d'origine :  Royaume-Uni
- Langue originale : anglais
- Format : couleur
- Genre : policier
- Durée : 99 minutes
- Dates de première diffusion :
  - Royaume-Uni : 26 décembre 2004 BBC One)
  - Royaume-Uni : 29 décembre 2005

## Distribution
- Rupert Everett : Sherlock Holmes
- Ian Hart : Dr Watson
- Eleanor David : Mary Pentney
- Nicholas Palliser : Docteur Dunwoody
- Neil Dudgeon : Lestrade
- Anne Carroll : Mme Hudson
- Perdita Weeks : Roberta Massingham
- Jennifer Moule : Georgina Massingham
- John Cunningham : Bates
- Michael Fassbender : Charles Allen
- Jonathan Hyde : George Pentney
- Gina Beck : une domestique
- Helen McCrory : Mme Vandeleur
- Andrew Wisher : un gendarme
- Tamsin Egerton : Miranda Helhoughton